# Timothy Awany
Timothy Dennis Awany (ur. 6 sierpnia 1996) – ugandyjski piłkarz występujący na pozycji obrońcy.
Timothy Awany jest wychowankiem Kampala Capital City Authority FC, z którym został mistrzem Ugandy 2016, 2017 i 2019. W 2019 przeszedł do FC Aszdod. Gra również w reprezentacji Ugandy. Został powołany na Puchar Narodów Afryki 2017.